# Liechtensteiner Cup 1968/69
Der Liechtensteiner Cup 1968/69 war die 24. Austragung des Fussballpokalwettbewerbs der Herren in Liechtenstein. Der FC Vaduz konnte seinen im Vorjahr gewonnenen Titel erfolgreich verteidigen.

## Teilnehmende Mannschaften
Folgende zehn Mannschaften nahmen am Liechtensteiner Cup teil:
| - FC Schaan - FC Schaan II - FC Vaduz - FC Vaduz II - FC Ruggell | - FC Balzers - FC Balzers II - USV Eschen-Mauren - FC Triesen - FC Triesen II |

## 1. Vorrunde
Der FC Triesen und der FC Vaduz hatten für diese Runde ein Freilos.
|               | Ergebnis  |                   |
| ------------- | --------- | ----------------- |
| FC Vaduz II   | 4:4 n. V. | FC Balzers        |
| FC Schaan II  | 0:11      | FC Balzers II     |
| FC Schaan     | 3:1       | FC Ruggell        |
| FC Triesen II | 1:4       | USV Eschen-Mauren |

## 2. Vorrunde
Der FC Triesen und der FC Vaduz hatten für diese Runde ein Freilos.
|                   | Ergebnis |               |
| ----------------- | -------- | ------------- |
| FC Schaan         | ?        | FC Balzers    |
| USV Eschen-Mauren | 4:1      | FC Balzers II |

## Halbfinale
|                   | Ergebnis |            |
| ----------------- | -------- | ---------- |
| USV Eschen-Mauren | 0:3      | FC Triesen |
| FC Balzers        | 2:5      | FC Vaduz   |

## Spiel um Platz 3
Das Spiel um Platz 3 fand am 15. Juni 1969 in Triesen statt.
Balzers belegte aufgrund der besseren Gesamttorbilanz im Turnier den dritten Platz.
| Datum      |            | Ergebnis |                   |
| ---------- | ---------- | -------- | ----------------- |
| 15.06.1969 | FC Balzers | 2:2      | USV Eschen-Mauren |

## Finale
Das Finale fand am 15. Juni 1969 in Triesen statt.
| Datum      |          | Ergebnis |            |
| ---------- | -------- | -------- | ---------- |
| 15.06.1969 | FC Vaduz | 1:0      | FC Triesen |